# Крижановський Анатолій Федорович
Анато́лій Фе́дорович Крижано́вський — доктор юридичних наук (2009), професор (2010), член-кореспондент Національної академії правових наук України (2011), ректор МГУ, спеціаліст у галузі теорії держави і права, філософії права, дослідник сучасного правопорядку.

## Життєпис
Народився 4 березня 1951 р. у селі Новогеоргіївка (Ананьївський район Одеської області). 1973 року закінчив юридичний факультет Одеського державного університету ім. І. І. Мечникова (нині — Одеський національний університет імені І. І. Мечникова).
У 1972–1974 роках працював юрисконсультом міжвишівського юридичного відділу при цьому ж університеті. У 1974—1976 рр. — аспірант кафедри правознавства Одеського інституту народного господарства.
1976–2005 роки — викладач, старший викладач, начальник циклу юридичних дисциплін Одеської школи міліції МВС СРСР, начальник кафедри загальноправових дисциплін (1987—2004), проректор з наукової роботи Одеського інституту внутрішніх справ Харківського національного університету внутрішніх справ, в. о. ректора (2004—2005).
2005–2009 роки — доцент кафедри теорії держави і права, докторант, начальник науково-дослідної частини, професор кафедри теорії держави і права Одеської національної юридичної академії (нині — Національний університет «Одеська юридична академія»).
З 2009 по 2011 роки — перший проректор із навчально-організаційної роботи, завідувач кафедри теорії держави і права.
З 2012 року по теперішній час — ректор МГУ (Одеса), одночасно завідувач кафедри теорії та історії держави і права (до 2015 року).

## Наукова діяльність
А. Ф. Крижановський є вихованцем Одеської юридичної школи. Його сфера наукових інтересів охоплює філософію права (феноменологія та аксіологія правового порядку); теорію та історію права (правовий розвиток та становлення і забезпечення правопорядку в Україні); правову свідомість і правову культуру в умовах постмодерну; громадянське суспільство, право і державу. 
Опублікував понад 120 наукових праць. Найвизначнішими серед них є: 
1. «Государственно-правовое управление качеством прибрежных вод моря» (у співавт., 1986)
2. «Марксистско-ленинская теория государства и права. Задания и методические указания» (1986)
3. «Уголовное право: учебное пособие» (1997)
4. «Теорія держави і права. Методичний посібник» (2000)
5. «Основы правоведения Украины» (у співавт., 2001)
6. «Теория государства и права в вопросах и ответах. Государственный экзамен: учебно-методическое пособие» (у співавт., 2004)
7. «Феноменологія правопорядку: поняття, виміри, типологія» (2006)
8. «Проблеми теорії держави і права: методичні матеріали» (у співавт., 2007)
9. «Правовий порядок в Україні: витоки, концептуальні засади, інфраструктура» (2009)
10. «Основи правознавства: навчальний посібник» (у співавт., 2001, 2002, 2003, 2004, 2005, 2006, 2007, 2008, 2009, 2010)
11. «Актуальні грані загальнотеоретичної юриспруденції: монографія» (у співавт., 2012)
12. «Основи правознавства України: навчальний посібник» (у співавт., 2012)
13. «Основы правоведения Украины: Учебное пособие» (у співавт., 2012)
14. «Креативність загальнотеоретичної юриспруденції: монографія» (у співавт., 2015).

1987 року А. Ф. Крижановський захистив дисертацію на здобуття наукового ступеня кандидата юридичних наук на тему: «Формування професійної правової свідомості спеціалістів народного господарства», 2009 року захистив докторську дисертацію «Правопорядок суверенної України: становлення та тенденції розвитку (загальнотеоретичне дослідження)».
2011 року став Заслуженим діячем науки і техніки України.
2011 року Анатолія Федоровича Крижановського обрано членом-кореспондентом Національної академії правових наук України. Член Південного регіонального центру НАПрН України.
Брав участь у роботі науково-консультативної ради при Міністерстві внутрішніх справ України. Голова спеціалізованої вченої ради Міжнародного гуманітарного університету. Член редколегії Вісника Одеського інституту внутрішніх справ (2001–2005), член редакційної ради Наукового вісника Міжнародного гуманітарного університету, голова редакційної колегії Наукового вісника Міжнародного гуманітарного університету.

## Діяльність у суміжних сферах
Консультант депутата Одеської обласної ради.
Нагороджений відомчими відзнаками та медалями Міністерства внутрішніх справ України.